# Lotta Schelin
Charlotta Eva Schelin (Trångsund, Huddinge, Estocolmo, Suecia; 27 de febrero de 1984), más conocida como Lotta Schelin, es una exfutbolista sueca. Jugó como delantera para el Kopparbergs/Göteborg, Olympique Lyonnais y el Fotboll Club Rosengård siendo estos dos últimos a quienes debe sus mayores logros y reconocimientos. Fue internacional con Selección de Suecia, de la cual es la máxima goleadora histórica. 
Su altura, fuerza y técnica ofensiva han llevado al exentrenador de la selección femenina de fútbol de Dinamarca, Peter Bonde, a compararla con su compatriota Zlatan Ibrahimović. Schelin cita a su hermana mayor y excompañera de equipo, Camilla Schelin, así como a Tina Nordlund, como sus modelos a seguir.
El 30 de agosto de 2018 anunció su retirada deportiva debido a los constantes dolores en cuello y cabeza producto de una lesión sufrida en 2017.

## Primeros años
Schelin creció en Kållered, a las afueras de Gotemburgo, y empezó a jugar fútbol en el Kållereds SK junto con su hermana, Camilla. Posteriormente jugó en el Mölnlycke IF. Schelin también fue aficionada a otros deportes como el tenis de mesa, atletismo y snowboarding, optando posteriormente por enfocarse en el fútbol. En su adolescencia desarrolló un problema a la columna vertebral, por lo que se le aconsejó dejar el deporte. Schelin realizó un entrenamiento de resistencia intensivo, recuperándose a los 17 años.

## Trayectoria
En 2001, debutó a los 17 años en la liga Damallsvenskan por el Landvetter FC, actualmente conocido como Göteborg FC. Jugó más de 100 partidos de liga con el club, estableciéndose como una de las jugadoras más destacadas del club. Después de una lesión en agosto de 2002, se ausentó de la liga por casi un año y medio, para posteriormente volver en junio de 2003. En 2004 fue nombrada Jugadora revelación del año tras anotar 14 goles en 15 partidos con su club.
A pesar de recibir ofertas de otros clubes de la Damallsvenskan, Schelin optó por quedarse en su ciudad natal. Tras el relanzamiento de la liga estadounidense, la Women's Professional Soccer, Schelin declaró su interés en jugar en ella. Sin embargo, después de los Juegos Olímpicos de Pekín 2008, Schelin anunció su fichaje por el Olympique de Lyon de la Division 1 Féminine de Francia. Al momento de firmar el contrato, se especuló que Schelin ganaría más de 1 millón de coronas suecas ($ 160.000) por año. El 24 de septiembre de 2008, Schelin fue seleccionada en el draft internacional de la WPS por el club Saint Louis Athletica. Posteriormente rechazó la oportunidad de unirse a dicho club, aduciendo su contrato vigente con el club lionés.
Tras una emotiva despedida del Olympique de Lyon en 2016 y un regreso a su Suecia natal, se suponía que apuraría al máximo el resto de su carrera haciendo lo que mejor se le daba: marcar goles y ganar trofeos.
Sin embargo, el 30 de agosto del 2018, tras apenas haber saltado al césped durante todo el año, Schelin anunció su retirada.

### Selección nacional
Schelin debutó con la selección sueca el 16 de marzo de 2004, en la derrota por 3-0 ante Francia por la Copa de Algarve. Posteriormente representó a su país en los Juegos Olímpicos de Atenas 2004. Al año siguiente, Schelin sufrió una lesión inguinal e isquiotibial, que requirió reposo prolongado.
Schelin fue jugadora clave en la edición 2006 de la Copa Algarve, liderando a Suecia al tercer lugar del torneo. Anotó el único gol en la definición por el tercer lugar ante Francia. Por sus esfuerzos, Schelin fue galardonada con el Diamantbollen como la mejor futbolista femenina de su país. Ese mismo año, fue nombrada como Delantera del año de la Damallsvenskan.
Schelin jugó 185 partidos con Suecia y marcó 88 goles (récord de su país), pero es probablemente una de las jugadoras más modestas que se puedan conocer. También marcó 225 tantos con el Olympique de Lyon y lo ganó todo en el fútbol de clubes, dejando un legado que, sin duda, ha inspirado a muchas chicas jóvenes.

## Vida personal
De manera paralela a su carrera futbolística, Schelin estudió sociología en la Universidad de Gotemburgo.

## Estadísticas

### Clubes
Actualizado el 14 de mayo de 2015.
| Club | Div           | Temporada     | Liga  | Liga  | Liga   | Copas nacionales(1) | Copas nacionales(1) | Copas nacionales(1) | Torneos internacionales(2) | Torneos internacionales(2) | Torneos internacionales(2) | Total | Total | Total  | Media goleadora(3) |
| Club | Div           | Temporada     | Part. | Goles | Asist. | Part.               | Goles               | Asist.              | Part.                      | Goles                      | Asist.                     | Part. | Goles | Asist. | Media goleadora(3) |
| --- | ------------- | ------------- | ----- | ----- | ------ | ------------------- | ------------------- | ------------------- | -------------------------- | -------------------------- | -------------------------- | ----- | ----- | ------ | ------------------ |
| Kopparbergs/Göteborg FC · Suecia |               |               |       |       |        |                     |                     |                     |                            |                            |                            |       |       |        |                    |
| 1ª | 2001–02       | 19            | 8     | -     | -      | -                   | -                   | -                   | -                          | -                          | 19                         | 8     | -     | -      |                    |
| 1ª | 2002–03       | 8             | 3     | -     | -      | -                   | -                   | -                   | -                          | -                          | 8                          | 3     | -     | -      |                    |
| 1ª | 2003–04       | 11            | 10    | -     | 2      | 2                   | -                   | -                   | -                          | -                          | 13                         | 12    | -     | -      |                    |
| 1ª | 2004–05       | 15            | 14    | -     | 1      | 0                   | -                   | -                   | -                          | -                          | 16                         | 14    | -     | -      |                    |
| 1ª | 2005–06       | 22            | 10    | -     | 2      | 2                   | -                   | -                   | -                          | -                          | 24                         | 12    | -     | -      |                    |
| 1ª | 2006–07       | 21            | 21    | -     | 4      | 8                   | -                   | -                   | -                          | -                          | 25                         | 29    | -     | -      |                    |
| 1ª | 2007–08       | 27            | 26    | -     | 2      | 1                   | -                   | -                   | -                          | -                          | 29                         | 27    | -     | -      |                    |
| Total club | Total club    | 123           | 92    | -     | 11     | 13                  | -                   | -                   | -                          | -                          | 134                        | 105   | -     | -      |                    |
| Olympique de Lyon Francia |               |               |       |       |        |                     |                     |                     |                            |                            |                            |       |       |        |                    |
| 1ª | 2008–09       | 16            | 17    | -     | 3      | 1                   | -                   | 7                   | 7                          | -                          | 26                         | 25    | -     | -      |                    |
| 1ª | 2009–10       | 11            | 11    | -     | 1      | 0                   | -                   | 7                   | 5                          | -                          | 18                         | 15    | -     | -      |                    |
| 1ª | 2010–11       | 18            | 11    | -     | 3      | 2                   | -                   | 9                   | 9                          | -                          | 30                         | 22    | -     | -      |                    |
| 1ª | 2011–12       | 20            | 20    | -     | 6      | 13                  | -                   | 9                   | 5                          | -                          | 35                         | 38    | -     | -      |                    |
| 1ª | 2012–13       | 16            | 24    | -     | 5      | 7                   | -                   | 6                   | 7                          | -                          | 27                         | 38    | -     | -      |                    |
| 1ª | 2013–14       | 18            | 12    | -     | 4      | 9                   | -                   | 4                   | 2                          | -                          | 26                         | 23    | -     | -      |                    |
| 1ª | 2014–15       | 21            | 34    | -     | 6      | 5                   | -                   | 4                   | 2                          | -                          | 31                         | 41    | -     | -      |                    |
| Total club | Total club    | 120           | 129   | -     | 28     | 37                  | -                   | 46                  | 37                         | -                          | 194                        | 203   | -     | -      |                    |
| Total carrera | Total carrera | Total carrera | 243   | 221   | -      | 39                  | 50                  | -                   | 46                         | 37                         | -                          | 328   | 308   | -      | -                  |
| (1) Incluye datos de [Copas / Supercopas nacionales (período)]. (2) Incluye datos de [Copas / Supercopas internacionales (período)]. (3) No incluye goles en partidos amistosos. |               |               |       |       |        |                     |                     |                     |                            |                            |                            |       |       |        |                    |

## Palmarés

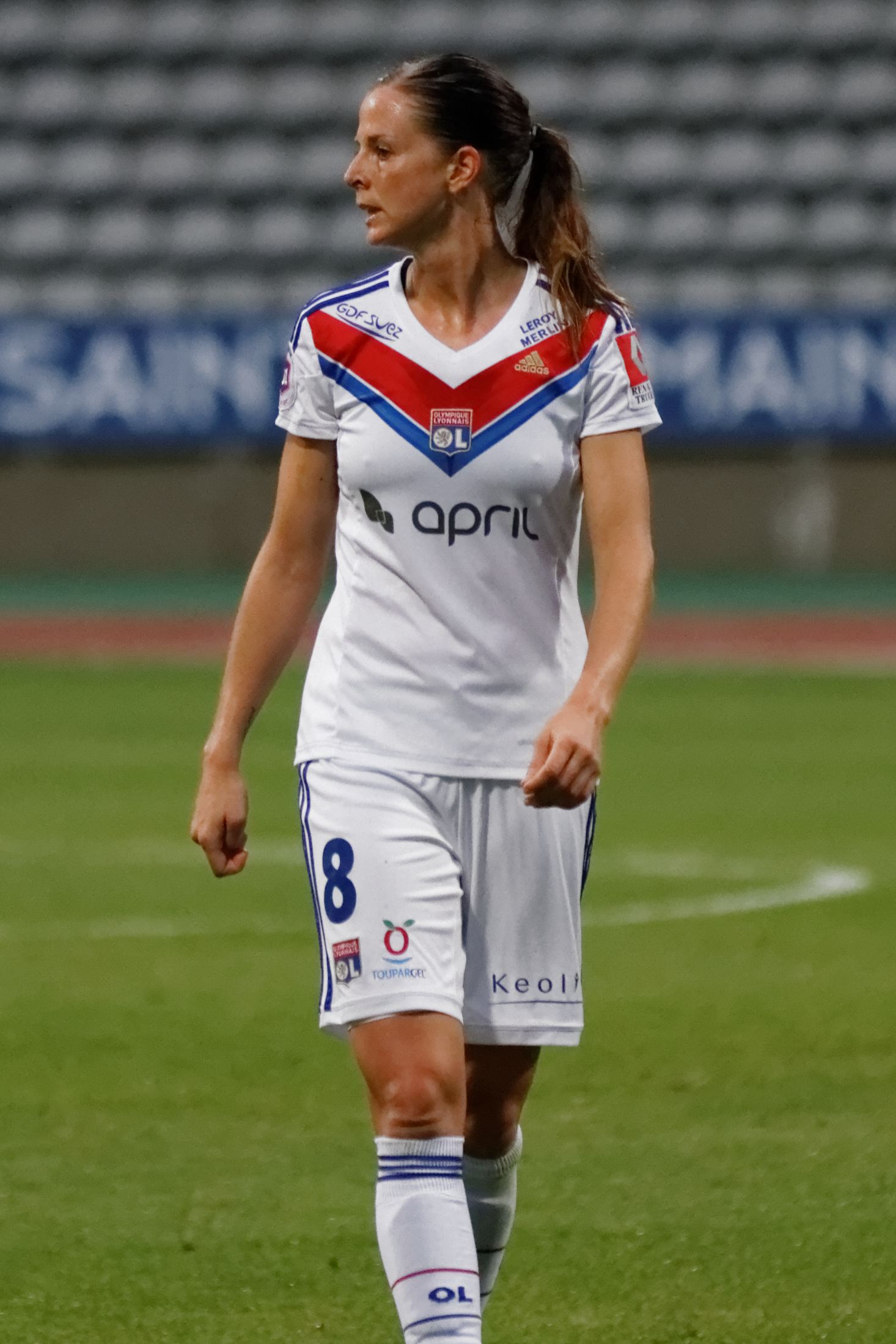
Schelin vistiendo la camiseta del Olympique de Lyon en 2013.

### Trofeos nacionales
| Título              | Equipo (*)        | Lugar   | Año     |
| ------------------- | ----------------- | ------- | ------- |
| Division 1 Féminine | Olympique de Lyon | Francia | 2008–09 |
| Division 1 Féminine | Olympique de Lyon | Francia | 2009–10 |
| Division 1 Féminine | Olympique de Lyon | Francia | 2010–11 |
| Division 1 Féminine | Olympique de Lyon | Francia | 2011–12 |
| Division 1 Féminine | Olympique de Lyon | Francia | 2012–13 |
| Division 1 Féminine | Olympique de Lyon | Francia | 2013–14 |
| Division 1 Féminine | Olympique de Lyon | Francia | 2014–15 |
| Division 1 Féminine | Olympique de Lyon | Francia | 2015–16 |
| Copa de Francia     | Olympique de Lyon | Francia | 2011–12 |
| Copa de Francia     | Olympique de Lyon | Francia | 2012–13 |
| Copa de Francia     | Olympique de Lyon | Francia | 2013–14 |
| Copa de Francia     | Olympique de Lyon | Francia | 2014–15 |
| Copa de Francia     | Olympique de Lyon | Francia | 2015–16 |

### Trofeos internacionales
| Título                                      | Equipo (*)        | Lugar      | Año     |
| ------------------------------------------- | ----------------- | ---------- | ------- |
| Liga de Campeones Femenina de la UEFA       | Olympique de Lyon | Inglaterra | 2010–11 |
| Liga de Campeones Femenina de la UEFA       | Olympique de Lyon | Alemania   | 2011–12 |
| Liga de Campeones Femenina de la UEFA       | Olympique de Lyon | Italia     | 2015–16 |
| Campeonato Internacional de Clubes Femenino | Olympique de Lyon | Japón      | 2012    |

### Distinciones individuales

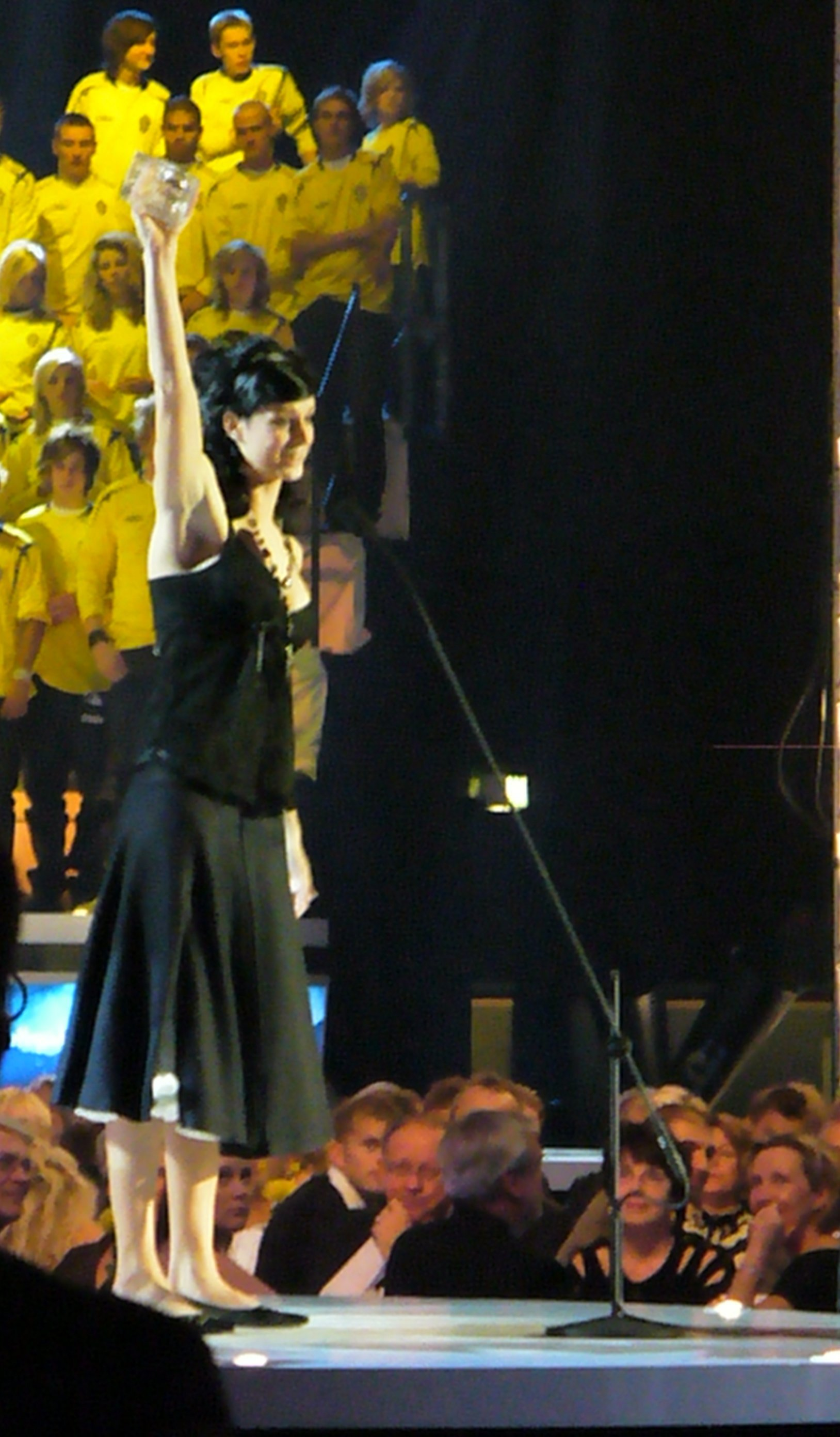
Schelin recibiendo el Diamantbollen en noviembre de 2006.

| Distinción                                           | Año  |
| ---------------------------------------------------- | ---- |
| Futbolista revelación de Suecia                      | 2004 |
| Diamantbollen                                        | 2006 |
| Delantera del año de la Damallsvenskan               | 2006 |
| Goleadora de la Damallsvenskan                       | 2007 |
| Diamantbollen                                        | 2011 |
| Delantera del año de la Damallsvenskan               | 2011 |
| Equipo estelar de la Copa Mundial Femenina de Fútbol | 2011 |
| Diamantbollen                                        | 2012 |
| Jugadora del año de la División 1 Féminine           | 2013 |
| Goleadora de la División 1 Féminine                  | 2013 |
| Bota de oro de la Eurocopa Femenina                  | 2013 |
| Diamantbollen                                        | 2013 |
| Diamantbollen                                        | 2014 |